# 화농성연쇄상구균
화농성연쇄상구균 또는 고름사슬알균(Streptococcus pyogenes)은 연쇄상구균속에 속하는 세균이다. 괴사성근막염을 일으켜 근막을 파괴한다. 치료하지 않고 방치할 시 류마티스열이 발생해 콩팥, 심장에 해를 끼친다. 성홍열이 일어나 분홍색 발진이 생기고 작은 혈관들이 손상된 모습을 관찰할 수 있다. 패혈성 인두염으로 고열, 기침이 발생하며 편도와 림프절이 부풀어오른다.

## 같이 보기
- 프리드리히 율리우스 로젠바흐
- 프리드리히 뢰플러